# Gustav Valsvik
Gustav Valsvik (Vik, 26 de mayo de 1993) es un futbolista noruego. Juega de defensa y su equipo es el Strømsgodset IF de la Eliteserien de Noruega.

## Clubes
| Club                | País     | Año       |
| ------------------- | -------- | --------- |
| Sogndal IF          | Noruega  | 2010-2014 |
| Strømsgodset IF     | Noruega  | 2014-2016 |
| Eintracht Brunswick | Alemania | 2016-2019 |
| Rosenborg BK        | Noruega  | 2019-2021 |
| Stabæk IF (cedido)  | Noruega  | 2020      |
| Strømsgodset IF     | Noruega  | 2021-     |